# Kalmasaari (ö i Kajanaland, Kajana)
Kalmasaari är en ö i Finland. Den ligger i sjön Venejärvi och i kommunen Kajana i den ekonomiska regionen  Kajana ekonomiska region  och landskapet Kajanaland, i den centrala delen av landet, 400 km norr om huvudstaden Helsingfors. Öns area är 1,2 hektar och dess största längd är 150 meter i nord-sydlig riktning.